# تجمع غدنة (رماة)

تعديل مصدري - تعديل

تجمع غدنة هي إحدى قرى عزلة رماة بمديرية رماة التابعة لمحافظة حضرموت، بلغ تعداد سكانها 134 نسمة حسب تعداد اليمن لعام 2004.